# Viktor Ottosson
Nils Viktor "Kif" Ottosson, född 21 juli 1990 i Göteborg, är en svensk tidigare handbollsspelare (vänstersexa).
Viktor Ottosson spelade hela karriären som senior för IK Sävehof i Handbollsligan. I laget kallas han för "Kif", efter sin moderklubb Kortedala IF (förkortad KIF). Han debuterade i Sävehofs A-lag 2010, men blommade ut till en framgångsrik elitspelare två säsonger senare, 2011/2012. Den slutade med lagets och Ottosson tredje raka SM-guld. Säsongen 2018/2019 avslutade han sin karriär, som kröntes med hans fjärde SM-guld.

## Meriter
Med klubblag
- Vinnare av Partille Cup 2002 med Kortedala IF
- Två JSM-guld (2008 och 2009) med IK Sävehof
- Svensk mästare fyra gånger (2010, 2011, 2012 och 2019)

Med landslag
- Brons vid U19-VM 2009 med Sveriges U19-landslag